# Laurens Smitz Meintjes
Laurens Smitz Meintjes (* 9. Juni 1868 in Aberdeen, Kapkolonie; † 30. März 1941) war ein Radrennfahrer aus Südafrika, der 1893 bei den ersten Bahn-Radweltmeisterschaften in Chicago Steher-Weltmeister der Amateure wurde.
Meintjes war in Südafrika als Verwalter mehrerer Goldminen tätig und als solcher viel mit dem Fahrrad unterwegs. 1891 ließ er sich überreden, an Fahrrad-Rennen teilzunehmen. Er war wahrscheinlich der erste Mensch in Südafrika, der ein Fahrrad mit Luftreifen fuhr.
1893 wurde Meintjes von seinem Verein dazu benannt, an der Welt-Fahrrad-Ausstellung in Chicago teilzunehmen, in deren Rahmen auch die ersten offiziellen Weltmeisterschaften stattfanden. Dort gewann Meintjes die Meisterschaft über 62 Meilen hinter Schrittmacher (damals noch ohne Motor). Während dieses Rennens stellte er mehrere Rekorde auf. Bei seiner Rückkehr nach Südafrika im November 1893 wurde er von einer riesigen, begeisterten Menschenmenge empfangen. Er stellte insgesamt sechzehn Weltrekorde über verschiedene Distanzen im Verlauf seiner Radsportkarriere auf.
Meintjes war der erste Sportstar in Südafrika und der erste Weltmeister, der aus Afrika kam. 1894 zog er sich vom aktiven Sport zurück, um selbst Fahrräder zu verkaufen.